# Iolanda Fleming
Iolanda Ferreira Lima, mais conhecida como Iolanda Fleming (Manoel Urbano, 20 de junho de 1936), é uma professora e política brasileira filiada ao União Brasil (UNIÃO). Foi a 4.ª vice-governadora do Acre de 1983 a 1986, e, posteriormente, a 9.ª governadora de 1986 a 1987, tendo sido a primeira mulher a governar um estado brasileiro.

## Dados biográficos

### Origem e formação
Natural de Manoel Urbano, Iolanda Ferreira Lima é filha do seringueiro cearense Horácio Lima e da imigrante árabe Nazira Anute. Agricultora e empregada doméstica, estudou no Instituto Santa Juliana, em Sena Madureira, antes de formar-se professora na Escola Normal Lourenço Filho. Aos doze anos de idade, foi animadora dos comícios do PTB no Acre, casando-se anos depois com Geraldo Fleming, veterinário e capitão do exército nascido na cidade mineira de Campanha. Em 1961 o governador Rui Lino a nomeou para trabalhar na rede estadual de ensino e um ano depois, Geraldo Fleming foi eleito deputado estadual, licenciando-se para ocupar os cargos de secretário de Agricultura e secretário de Justiça no governo Edgar Cerqueira, alçado ao Executivo acriano nos primeiros meses do Regime Militar de 1964. No ano seguinte, Iolanda Fleming foi exonerada do cargo de diretora da escola Neutel Maia, em Rio Branco.

### Governadora do Acre
Quando os militares impuseram o bipartidarismo em 1965, Geraldo Fleming e Iolanda Fleming viram-se sem o PTB e optaram pelo MDB. Nesta legenda ela foi eleita vereadora em Rio Branco em 1972 e 1976, chegando à presidência da Câmara Municipal e formando-se advogada no ano seguinte pela Universidade Federal do Acre. Eleita deputada estadual em 1978 após quatro mandatos consecutivos do marido, filiou-se ao PMDB com o retorno do pluripartidarismo em 1980, sendo eleita vice-governadora do Acre na chapa de Nabor Júnior em 1982.
Em 28 de março de 1983 entrou para a história política brasileira como a primeira mulher a assumir o governo de um estado, pois Nabor Júnior viajou para Belém, onde participou de uma reunião no Conselho Deliberativo da Superintendência do Desenvolvimento da Amazônia. Investida no cargo em outras oportunidades, foi em uma de suas passagens pelo governo que eclodiu a "Questão do Abunã", uma disputa territorial envolvendo Acre e Rondônia. Tomou posse como governadora em 14 de maio de 1986, quando Nabor Júnior renunciou para candidatar-se a senador, numa cerimônia prestigiada por Nicette Bruno e Yoná Magalhães, além do ministro da Justiça, Paulo Brossard (em nome do presidente José Sarney) e do deputado Heráclito Fortes (em nome de Ulysses Guimarães, presidente nacional do PMDB e da Câmara dos Deputados). Deixou o Palácio Rio Branco ao final do mandato, mas foi secretária de Transportes no governo de seu sucessor, Flaviano Melo.

### Filiação ao PDS
Ao longo de 1987 separou-se de Geraldo Fleming passando a assinar "Iolanda Lima" e em maio do ano seguinte deixou a Secretaria de Transporte alegando "desprestígio" junto ao governo estadual. Um mês depois assinou a ficha de filiação ao PDS, elegendo-se vice-prefeita de Rio Branco na chapa de Jorge Kalume em 1988 e amargando o penúltimo lugar como candidata a senadora em 1990.

### Atividades recentes
Em seu retorno ao PMDB, candidatou-se a deputada federal em 1994, a vereadora de Rio Branco em 1996 e a deputada estadual em 2002, repetindo esta última empreitada via PTB em 2010, não se elegendo em nenhum desses casos. Em 2019 foi agraciada pelo Senado Federal com o Diploma Bertha Lutz,
Atualmente está filiada ao União Brasil (UNIÃO).